# Limbo (2020)
Limbo ist eine Tragikomödie von Ben Sharrock, die im September 2020 beim Toronto International Film Festival ihre Premiere feierte und am 30. Juli 2021 im Vereinigten Königreich in die Kinos kam.

## Handlung

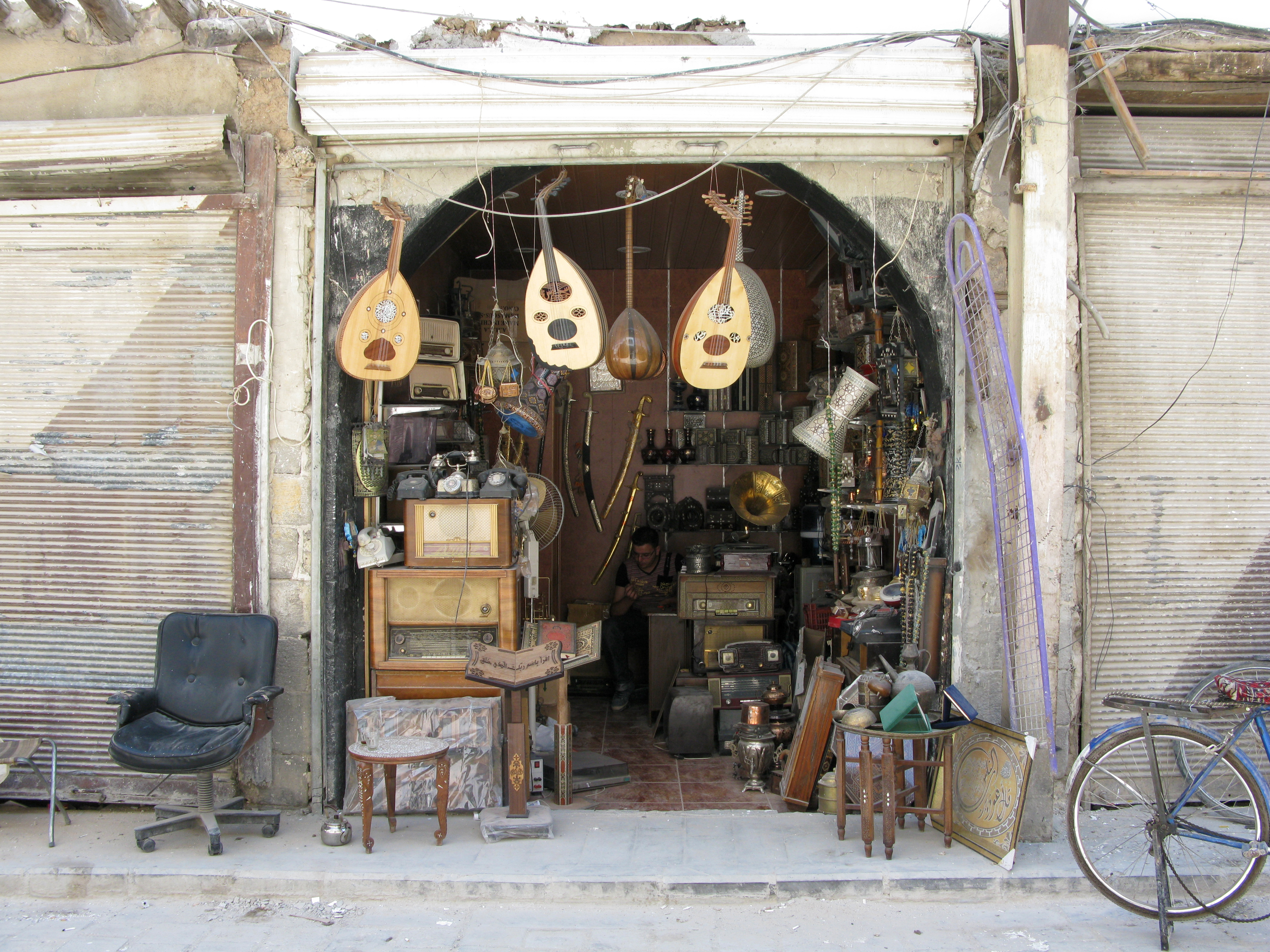
Omar hat nur Weniges aus Syrien mitgebracht, darunter die Oud seines Großvaters

Der vielversprechende junge, syrische Musiker Omar sitzt, nachdem er einen Asylantrag gestellt hat, auf einer abgelegenen schottischen Insel fest, getrennt von seiner Familie. Besonders um seinen Bruder, der in Syrien zurückgeblieben ist, um dort zu kämpfen, ist er besorgt. Omar, der einen gebrochenen Arm hat und daher die Oud seines Großvaters nicht spielen kann, die er als eines der wenigen Dinge aus Syrien mitbrachte, trägt das Instrument, sicher in einem Koffer verstaut, immer bei sich, wenn er die Unterkunft verlässt. Dort lebt er mit drei anderen Asylbewerbern zusammen, Farhad, ein großer Freddy-Mercury-Fan, und den Brüdern Wasef und Abedi. Sie können in dieser abgelegenen Ecke der Äußeren Hebriden, umgeben von stürmischen Winden und der rauen See, nichts anderes tun, als auf die Anerkennung ihres Flüchtlingsstatus zu warten.
Der Tagesablauf für sie ist immer der gleiche. Asylsuchende dürfen nicht arbeiten, deshalb verbringen sie ihre Tage damit,  Fernsehsendungen wie Friends zu schauen. Wenn das Postauto kommt, sind sie immer sehr aufgeregt, weil sie hoffen, ein Brief mit der Entscheidung über ihren Asylantrag könnte dabei sein. Regelmäßig müssen die vier jungen Männer an Integrationskursen teilnehmen, in denen die Lehrerin Helga versucht, ihnen die westliche Kultur nahezubringen. So erklärt sie ihnen, wie sie sich hier gegenüber Frauen zu verhalten und wie sie deren Signale zu deuten haben.
Um den Handyempfang ist es auf der Insel nicht gut bestellt. Daher verbringen sie einen großen Teil ihrer Zeit damit, sich vor dem einzigen Münztelefon der Insel anzustellen. Omar telefoniert regelmäßig mit seinen Eltern in der Türkei. Seine Mutter versucht Omar aufzumuntern, indem sie ihm das Rezept für sein Lieblingsessen diktiert. Allerdings erzählen sie ihm auch von ihrer Vermutung, er sei in Schottland in eine Art Guantanamo-Bay gestrandet, in einem Gefängnis, aus dem man ihn nie wieder gehen lässt. Wenn Omar am Münztelefon wartet, erfährt er auch einiges von den Einheimischen.

## Produktion

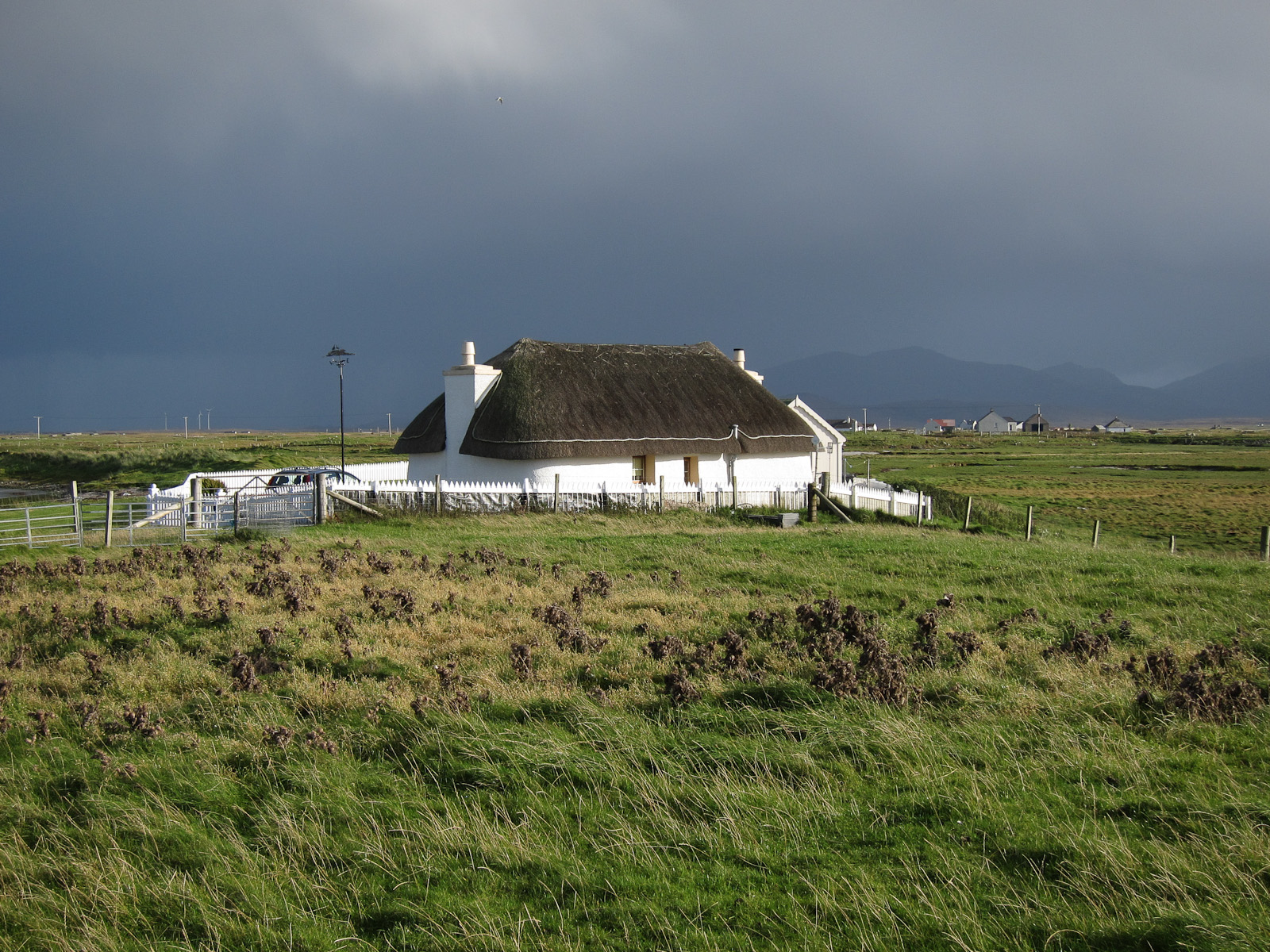
Gedreht wurde im Herbst 2018 unter anderem auf South Uist

Regie führte Ben Sharrock, der auch das Drehbuch schrieb. Nach Pikadero aus dem Jahr 2015 handelt es sich um den zweiten Spielfilm, bei dem Sharrock Regie führte. Er hatte zuvor einige Zeit für eine NGO in einer Flüchtlingsunterkunft in Algerien gearbeitet und kurze Zeit in Damaskus gelebt, bevor der Syrische Bürgerkrieg ausbrach. Limbo wurde von den Geschichten der Menschen inspiriert, die er dort kennenlernte. Mit der Spanierin Irune Gurtubai, die als Produzentin bei Limbo fungierte, arbeitet Sharrock bereits seit seinem Studium zusammen. Beide zogen später nach Dubai, wo sie in einer Filmproduktionsfirma und einer Werbeagentur arbeiteten. Nach ihrer Rückkehr realisierten sie gemeinsam zuerst Pikadero und gründeten ihre Produktionsfirma Caravan Cinemas. Sie sind mittlerweile verheiratet.
Der ägyptische Nachwuchsschauspieler Amir El-Masry ist in der Hauptrolle als Omar zu sehen. Ola Orebiyi und Kwabena Ansah spielen die Brüder Wasef und Abedi, Vikash Bhai spielt Omars Mitbewohner Farhad. Helga und Boris, die Lehrer in ihrem Integrationskurs, werden von Sidse Babett Knudsen und Kenneth Collard gespielt.
Die Dreharbeiten fanden von Mitte Oktober bis Mitte November 2018 auf verschiedenen Inseln im Uist-Archipel statt, so auf North Uist und South Uist, den Western Isles, der Benbecula und der Isle of Berneray.
Anfang Juni 2020 wurde bekannt, dass sich Limbo in der „offiziellen Selektion“, einer Auswahl von 56 Filmen der ursprünglich für Mai 2020 geplanten Filmfestspiele von Cannes befindet, die aufgrund der Coronavirus-Pandemie in ihrer gewohnten Form abgesagt wurden. Eine erste Vorstellung des Films erfolgte am 12. September 2020 beim Toronto International Film Festival. Ebenfalls im September 2020 wurde er beim San Sebastian International Film Festival und beim Zurich Film Festival vorgestellt. Im Oktober 2020 wurde er beim London Film Festival gezeigt, im Dezember 2020 beim Cairo International Film Festival. Am 30. April 2021 kam der Film in ausgewählte US-Kinos. Im Juli 2021 wird er beim Filmfest München gezeigt. Ein Kinostart im Vereinigten Königreich erfolgte am 30. Juli 2021.

## Rezeption

### Kritiken
Der Film wurde von 93 Prozent aller bei Rotten Tomatoes erfassten Kritiker positiv bewertet und erhielt auf Metacritic einen Metascore von 83 von 100 möglichen Punkten.
Tomris Laffly schreibt, in der Welt der Filme, die sich um die internationale Flüchtlingskrise drehen, vor allem die Spiel- und Dokumentarfilme der letzten Zeit, die sich meist mit dem physischen und psychischen Leid der Flüchtlinge beschäftigen, fühle sich Ben Sharrocks Geschichte mit ihrem Trotz und diesen Männern, die in all der Hoffnungslosigkeit Haltung bewahren, fast wie ein kleines Wunder. Es sei nicht so, dass Limbo deren Verzweiflung völlig ignoriert und den Schaden, den ihre Seele nimmt, einfach abtut, doch der Film gehe anders mit dem Schmerz seiner Figuren um, als man erwarten würde. Mit dem Fokus auf der Entfremdung und durchdachten visuellen Kompositionen, die den „negativen Raum“ und die Isolation in den Vordergrund rücken, zeige Sharrock die vielen Absurditäten, die sich für sie an diesem „falschen Ort“ ergeben. Amir El-Masry sei in der Rolle von Omar grandios. Die bewegenden Gespräche mit seiner Mutter, so wenn sie ihm das Rezept für sein Lieblingsgericht durchgibt oder sie sich Sorgen um die Zukunft des jeweils anderen machen, verteile Sharrock im Film wie Kadenzen eines musikalischen Arrangements. Kameramann Nick Cookes fange klug die Tristesse dieser Umgebung ein, wie die spärlich eingerichtete Wohnung, die er mit Farhad teilt, oder ein Lebensmittelgeschäft, in dem es kaum etwas zu kaufen gibt. Diese Leere erinnere ständig an die Entfremdung, die Omar hier erlebt und sie auch fördere, so Laffly. Lustig mache sich Sharrock nicht über die Asylbewerber, jedoch über die Einheimischen, so über die Lehrer Helga und Boris, wenn sie versuchen, die jungen Männer über die gesellschaftliche Etikette in westlichen Ländern aufzuklären. In einigen dieser Unterrichtseinheiten, bei denen die Männer völlig ernst mitspielen, könne man als Zuschauer nicht anders, als sich ihre Gedanken vorzustellen, wie sie Helga und Boris tief in ihrem Inneren verspotten.

### Auszeichnungen (Auswahl)
BAFTA Scotland Awards 2021
- Auszeichnung als Bester Film (Ben Sharrock, Irune Gurtubai und Angus Lamont)
- Nominierung als Bester Hauptdarsteller (Vikash Bhai)
- Auszeichnung als Bester Hauptdarsteller (Amir El-Masry)
- Auszeichnung für die Beste Regie – Fiction (Ben Sharrock)
- Auszeichnung für das Beste Drehbuch (Ben Sharrock)[17][18]

British Academy Film Awards 2021
- Nominierung als Bester britischer Film
- Nominierung als Bestes Debüt eines britischen Drehbuchautors, Regisseurs oder Produzenten

British Independent Film Awards 2020
- Auszeichnung als Breakthrough Producer (Irune Gurtubai)
- Nominierung als Bester Schauspieler (Amir El-Masry)
- Nominierung für die Beste Kamera (Nick Cooke)
- Nominierung für das Beste Casting (Dan Jackson)[19]

Cairo International Film Festival 2020
- Auszeichnung mit der „Goldenen Pyramide“ für den Besten Film
- Auszeichnung mit dem „Henry Barakat Award“ für den Besten künstlerischen Beitrag
- Auszeichnung mit dem „The International Federation of Film Critics Award“[20]

Filmfest München 2021
- Nominierung im Wettbewerb CineVision

Filmfestival von Pula 2021
- Auszeichnung mit dem FIPRESCI-Preis im internationalen Wettbewerb (Ben Sharrock)[21]

International Film Festival & Awards Macao 2020
- Auszeichnung als Bester Film
- Auszeichnung für das Beste Drehbuch (Ben Sharrock)[22]

London Critics’ Circle Film Awards 2021
- Nominierung für die Beste britische Nachwuchsregie (Ben Sharrock)[23]

Zurich Film Festival 2020
- Nominierung für das Goldene Auge im „Spielfilm Wettbewerb“ (Ben Sharrock)